# 臺南報恩堂
22°59′34″N 120°12′13″E / 22.992823°N 120.203629°E
臺南報恩堂位於臺南市中西區，於民國七十四年（1985年）11月27日公告為三級古蹟，現為直轄市定古蹟。該齋堂屬於齋教先天道，也是該派在臺灣最早創設的齋堂。該建築物原本位於今衛生福利部臺南醫院附近，後來才以原物重建於今址。

## 沿革

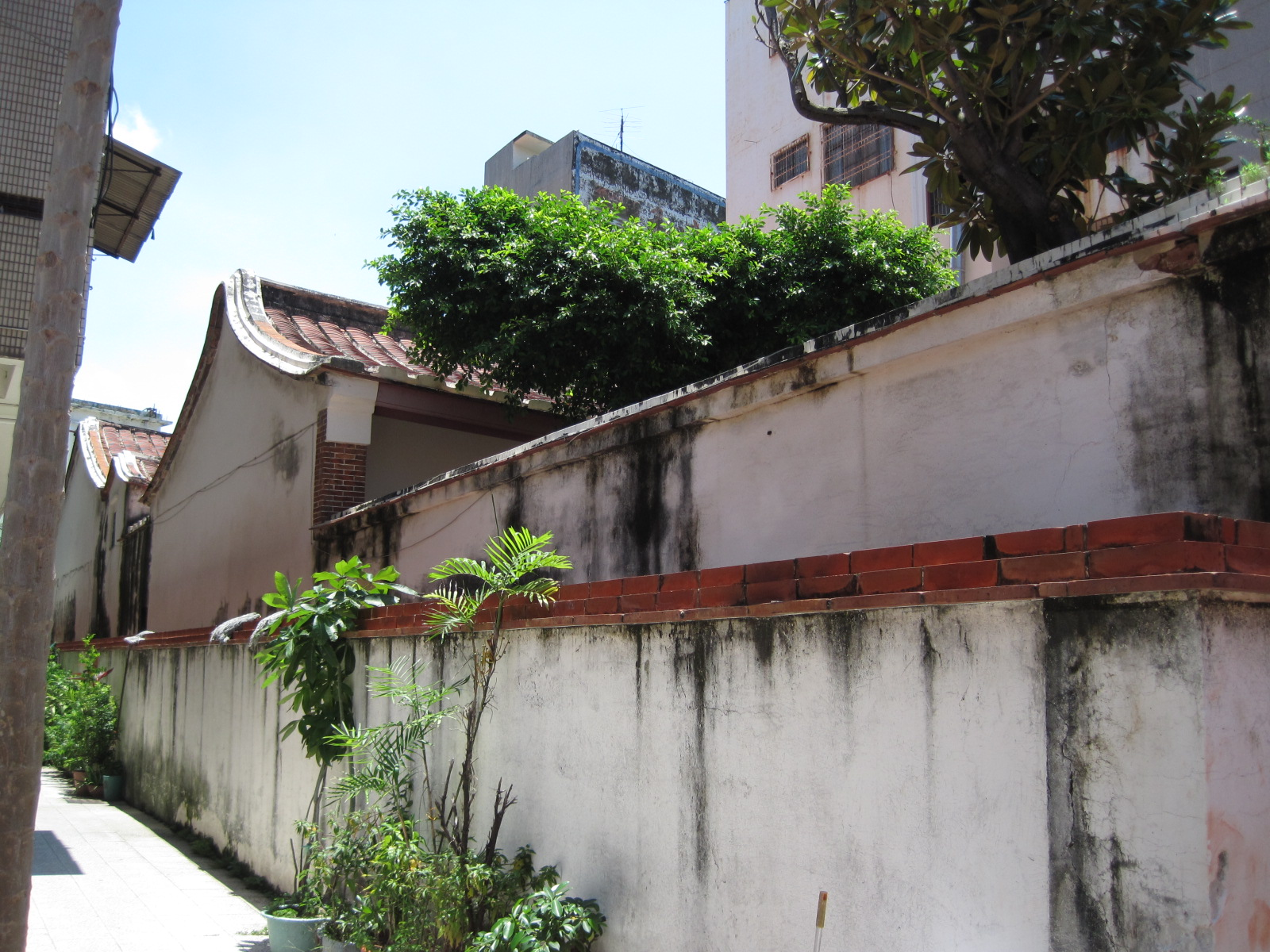
報恩堂的側面。

清咸豐十一年（1861年），齋教先天派教友黃昌成前來臺灣傳教，於臺灣府城東安坊右營埔（今臺南醫院）搭建草庵，供奉觀音菩薩與教中先祖。同治五年（1866年）整修，光緒二十年（1894年）改建成瓦石齋堂。
後來進入臺灣日治時期後，明治二十九年（1896年）時因興建臺南醫院之故被徵收為醫院用地，而當時的堂主鄭良謨以補償金和捐款共兩千圓買下五帝廟街張姓家屋，拆卸原建材和石、木雕於現址重建齋堂。而大正九年（1920年）時，堂主陳耀文又重修，但在後來的第二次大戰中受到波及。
戰後於民國三十五年（1946年）再修，而民國八十七年（1998年）是最近一次的整修。在該次整修中，原本露出木材素色的建材被漆上了油漆與彩繪。

## 建築特色
現在的報恩堂為一棟三進的建築，縱深有50多公尺，進了大門、通過前埕之後為門廳，再來是第二進的拜亭與供奉觀音與教中先祖的正殿，最後是作為宅居使用的後堂。
正殿有如小型房屋的木造神龕中供奉一尊手持撫塵的坐姿觀音，左右有善財與龍女，而前方又有一尊立姿的觀音像，左右為土地公與土地婆，而在神像之前則供有能顯現出該座齋堂屬於先天派的陰、陽茶水與象徵無極老母的「老母燈」。除此之外，正殿之上還懸掛有古匾「波羅蜜多」。